# Lilly Drogerie
Lilly Drogerie (обично скраћено као Lilly) партнерско је предузеће основано 2003. године у чијем је власништву малопродајни ланац који продаје козметичке, здравствене и фармацеутске производе. Са седиштем у Београду, a број запослених је већи од 4.000. Са преко 200 апотека у Србији је лидер у земљи, а послује у Бугарској са 110 продавница и Грчкој где тренутно има 26 отворених објеката.